# Подчёрковская волость
Подчёрковская волость — волость в составе Дмитровского уезда Московской губернии. Центром волости было село Подчёрково.
Была расформирована в 1917 году в связи с образованием Дмитровской волости.

## История
В 1764 году в ходе секуляризационной реформы, принадлежащие Троице-Сергиевому монастырю село Подчерково с деревнями Татищево, Жестылево и др. перешли в Государственную коллегию экономии.
Бывшие церковные земли составили земли экономической Подчёрковской волости. Подчёрково становится центром волости.
На 1913 года в Подчерковскую волость входили поселения: хутор Арханова, деревня Бирлово, сельцо Быково, деревня Бородино, село Внуково, село Высоково, деревня Дубровки, сельцо Дятьково, село Жестылево, деревни Жуковка, Ивашево, Игнатовка, сельцо Княжево, село Кончинино, сельцо Куминово, деревни Кунисниково, Маринино, Митькино, пс. Михайлова, деревня Муравьева, сельцо Надеждино (также Скубятино), деревни Настасьино, Непеино, суконно-ткацкая фабрика Немковых, деревни Никольское, Орево, село Орудьево, деревня Очево, сельцо Очево, село Пересветово, сельцо Петроково 1 и 2 части, село Подлипичье, деревня Поддубки, село Подчерково, деревни Прудцы, Скриплево, деревня Спиридоново, село Сысоево, деревни Татищево, Тендиково, Теряево, Торговцево, село Черногрязский погост, деревня Шелепино, хутор Юрово, сельцо Ягатино, сельцо Яковлево, деревня Ярово.
В 1917 году волость была расформирована. Селения: Бирлово, Бородино, Быково, Власково, Внуково, Волдынское, Вороново, Высоково, Даниловская слобода, Дубровки, Дядьково, Жестылево, Жуковка, Ивашево, Игантовка, Княжево, Кончино, Куминово, Кунисниково, Маринино, Муравьево, Надеждино, Настасьино, Непейно, Никольское, Овсянниково, Орево, Орудьево, Очево, Пересветово, Петраково, Поддубки, Подчерково, Прудцы, Скубятино, Соколово, Спиридово, Сысоево, Татищево, Тендиково, Теряево, Торговцево, Шелепино, Яковлево и Ярово вошли в образованную Дмитровскую волость. Селения: Андреянцево, Буславль, Михайловское, Рогово и Скриплево из бывшей Подчёрковской волости были переданы в Тимоновскую волость.